# Єти-Пурівське нафтогазове родовище
Єти-Пурівське нафтогазове родовище — одне з родовищ на півночі Тюменської області (Росія). Розташоване у 580 км на південний схід від Салехарду в долині річки Пякупур, у 100 км південніше селища Тарко-Сале та у 142 км на схід від міста Ноябрськ. 

## Геологічна інформація
Родовище відноситься до Надим-Пур-Тазівської нафтогазоносної області Західносибірської нафтогазоносної провінції.
Газові поклади відкриті у 1971 році, а в 1982-му на глибині більше 3 км у відкладеннях юрського періоду знайдено нафту. Всього в межах родовища виявлено один газовий та 12 нафтових покладів масивного, пластово-склепінного, литологічно та тектонічно екранованих типів. 
Колектори — пісковики з лінзовидними вкрапленнями глин.
Запаси нафти Єти-Пурівського родовища за російською класифікаційною системою по категоріях АВС1+С2 оцінюються у 40 млн.т. Запаси газу оцінюються у 300 млрд.м3.

## Розробка
Розробка нафтових покладів розпочалась у 2003 році (здійснюється компанією «Газпромнафта»), газових — у 2004-му (провадиться компанією «Газпром»).
Особливістю газового промислу є відсутність на Єти-Пурівськом установки комплексної підготовки газу (УКПГ). Видобутий газ транспортується у західному напрямку по трубопроводу довжиною 43 км до Вингаяхінського родовища, споруджена на якому УКПГ розрахована на обслуговування одразу обох родовищ (надалі товарний газ подають до трубопроводу  Уренгой – Челябінськ). Станом на 2012 рік кількість газових свердловин на Єти-Пурівському родовищі досягла 100, а видобуток газу досягнув рівня у 16 млрд.м3 на рік.
На нафтовому промислі для утилізації супутнього нафтового газу в другій половині 2010-х запустили дотисну компресорну станцію потужністю до 1,2 млрд.м3 на рік, яка забезпечує транспортування ресурсу на Вингапуровський газопереробний завод.